# Konstsim vid olympiska sommarspelen
Konstsim har funnits med på olympiska sommarspelens program alltsedan 1984. Det nuvarande programmet har tävlingar för duetter och lag, men tidigare fanns även individuella tävlingsformer. Fram till OS 2024 tävlade endast kvinnor i konstsim i olympiska spelen då lagtävlingen gjordes om till en mixedklass. Dock deltog inga herrar vid OS 2024. Traditionellt sett har USA, Kanada och Japan dominerat, då de vunnit varenda medalj 1984, 1988, 1992 och 1996. Därefter har Ryssland dominerat och vunnit samtliga guldmedaljer mellan OS 2000 och 2016.

## Grenar
| Gren            | 1984 | 1988 | 1992 | 1996 | 2000 | 2004 | 2008 | 2012 | 2016 | 2020 | 2024 | År |
| --------------- | ---- | ---- | ---- | ---- | ---- | ---- | ---- | ---- | ---- | ---- | ---- | -- |
| Lag             |      |      |      | •    | •    | •    | •    | •    | •    | •    | •    | 8  |
| Kvinnor (duett) | •    | •    | •    |      | •    | •    | •    | •    | •    | •    | •    | 10 |
| Kvinnor (solo)  | •    | •    | •    |      |      |      |      |      |      |      |      | 3  |
|                 |      |      |      |      |      |      |      |      |      |      |      |    |
| Grenar (totalt) | 2    | 2    | 2    | 1    | 2    | 2    | 2    | 2    | 2    | 2    | 2    |    |

## Medaljlista
| Nr                   | Nation               | Guld | Silver | Brons | Totalt |
| -------------------- | -------------------- | ---- | ------ | ----- | ------ |
| 1                    | Ryssland             | 10   | 0      | 0     | 10     |
| 2                    | USA                  | 5    | 3      | 2     | 10     |
| 3                    | Kanada               | 3    | 4      | 1     | 8      |
| 4                    | Kina                 | 2    | 5      | 2     | 9      |
| 5                    | ROC (ROC)            | 2    | 0      | 0     | 2      |
| 6                    | Japan                | 0    | 4      | 10    | 14     |
| 7                    | Spanien              | 0    | 3      | 2     | 5      |
| 8                    | Storbritannien       | 0    | 1      | 0     | 1      |
| 9                    | Ukraina              | 0    | 0      | 2     | 2      |
| 10                   | Nederländerna        | 0    | 0      | 1     | 1      |
| 10                   | Frankrike            | 0    | 0      | 1     | 1      |
| Totalt (11 nationer) | Totalt (11 nationer) | 22   | 20     | 21    | 63     |